# 岸井成格
岸井 成格（きしい しげただ、1944年〈昭和19年〉9月22日 - 2018年〈平成30年〉5月15日）は、日本の政治部記者で、毎日新聞社特別編集委員、元毎日新聞社主筆である。父は毎日新聞社政治部長や衆議院議員を務めた岸井寿郎。血液型はA型。

## 来歴
東京都出身。慶應義塾普通部から慶應義塾高等学校を経て1967年に慶應義塾大学法学部法律学科を卒業。指導教員は峯村光郎であった。
弁護士で元公明党参議院議員の浜四津敏子は慶應義塾大学法学部法律学科の同期である。
卒論ではレフ・トロツキーについて論じる。同年4月、毎日新聞社に記者として入社。
西部本社熊本支局を経て、1970年、東京本社政治部に異動。首相官邸、文部省、防衛庁、自民党、野党各記者クラブを担当する。1980年、人事にて東京本社 外信部に異動。1981年からワシントン特派員となり、1984年に帰国、東京本社出版局のサンデー毎日編集部へ異動となる。1985年、再び政治部へ異動し、首相官邸・自民党・野党各記者クラブのキャップを担当。1986年、政治部副部長、1991年5月1日に編集委員、7月1日論説委員を歴任、1993年4月1日社長室委員、1994年10月1日政治部長を歴任。その後、編集局次長、1998年6月25日付で論説委員長(副委員長から昇格)、1999年10月1日付で東京本社編集局編集委員(役員待遇)、2004年4月1日付けで毎日新聞社で初めての編集局特別編集委員（役員待遇）、同年10月に役員待遇が外れる。2010年6月から主筆(4月27日の取締役会で内定)となる。2013年4月1日付人事で再び、特別編集委員に肩書が変更となる。
論説委員就任以降、主に同じメディアグループにて放送されている朝の情報番組やニュース番組のコメンテーターとして番組出演していたが、特別編集委員への再就任に連動して、『NEWS23』（TBSテレビ）のキャスターに就任が発表される。
また、番組出演以外にも2003年から早稲田大学政治経済学部客員教授（非常勤）・非常勤研究員、大隈塾の講師、毎日新聞の子会社（毎日教育総合研究所）が事業運営している NPO法人日本ニュース時事能力検定協会 の理事長、一般社団法人アジア調査会顧問を務める。21世紀臨調運営委員を務めた。
2018年5月15日、肺腺がんのため自宅で死去した。73歳だった。
6月18日のお別れ会では毎日新聞による追悼号外が配布された。
岸井が初代理事長を務めたNPO法人森びとプロジェクトは2019年3月24日に東京農業大学名誉教授の中村幸人によって引き継がれた。

## エピソード
- 1972年7月の、有名な「テレビ、前に出て下さい。新聞記者とは話したくない、帰ってくれ」発言があった佐藤内閣総辞職声明会見の際に、「では出ましょう」と最初に声を上げた当人である、当時は保利茂の番記者であった[19]。
- 安倍晋太郎に安倍晋三を紹介される際に「こいつはね、出来は悪いが、言い訳をさせたら天才的だ」と晋太郎から言われた[20]。
- 毎日新聞社長の斎藤明が2時間車に押し込まれた事件が2004年2月29日のサンデーモーニングで取り上げられた際に田中秀征は「身内をかばって故意に公表を遅らせた印象があって残念だ」とコメントしたことに対して岸井は「犯人の割り出しと同時に、背後関係がわからないと再度被害に遭う危険性も考慮し、極秘で捜査が進められたのが真相だ」「いささかも臆したり、身内をかばうような発想や動きはなかったことを改めて強調しておきたい。」と反論している[21]。
- 杉尾秀哉の座右の銘は、岸井の「権力に最も遠い、声なき声に耳を傾ける」である[22]。
- 佐高信とは峯村光郎ゼミの同期で、政治的なスタンスは異なるものの、親しい関係であった[23]。
- 金平茂紀は、ジャーナリズムの世界から何かを発信しなければならないと決意した時に最初に連絡を取った相手は、筑紫哲也亡きあとは岸井だったという。思想信条も仕事場所も表現スタイルも異なっていたが、深く信頼していた[24]。
- 北朝鮮による日本人拉致問題については、一時帰国した拉致被害者5人を、当初の約束どおり、いったん北朝鮮に戻すべきとの持論を主張した[25]。
- 反小沢一郎の1人であり、自身がコメンテーターで出演したテレビ番組内でも小沢はクロだと発言していた[26]。
- 『サンデーモーニング』2007年11月18日放送分から、レギュラー出演していた番組を体調不良のため欠席。同年12月2日放送分で本人書簡で大腸癌を告白、手術を受けたことを明らかにした[27]。2008年2月末以降から出演番組に復帰した[28]。
- 2009年5月27日、リーガロイヤルホテル小倉で開かれた第6回毎日・北九州フォーラムで「日本は北朝鮮と戦後処理をしていない。国交正常化して平和条約を結ぶと、（賠償金として）経済協力の形で、韓国に出しただけは払わなければならない。現在の額では1兆円」と日韓基本条約に反する見解を示し、毎日jpに掲載された[29]。
- 2012年11月8日の毎日新聞朝刊に掲載されたさいとう・たかを作『ゴルゴ13』に登場した[30][31][32]、なお、この漫画は岸井が同期の男の外務大臣から13の存在を伝え聞いたというあらすじになっているが、岸井と同じ年で外務大臣経験者の男は町村信孝だけである。またサンデーモーニングの今週の一枚でも紹介された。
- 安保法案には反対の立場を取っており、『サンデーモーニング』（2015年9月13日放送）では、「撤回か廃案にすべきと」コメントし、『NEWS23』（同年9月16日放送）では、「安保法案は憲法違反であり、‟メディアとしても”廃案に向けて声をずっと上げ続けるべき」と述べた[33]。しかし、後者の発言は「政治的に公平であること」「意見が対立している問題についてはできるだけ多くの角度から論点を明らかにすること」と記された放送法第4条に違反する可能性があるとしてすぎやまこういち等が代表を務める「放送法遵守を求める視聴者の会」が産経新聞や読売新聞にて2015年11月15日、16日に意見広告を出す事態となった。視聴者の会は同年11月26日に会見を行い、岸井に対し「自らアンカーを務める『NEWS23』が放送法第4条を遵守するよう配慮する意思をお持ちでしょうか」などと公開質問状として言いがかりをつけた[34][35]。12月25日にTBSテレビが記者会見を行ったが、質問状に対する岸井からの返答は無かった[36]。これに対し、視聴者の会は「甚だ残念であります。岸井氏は放送局に属するニュースアナウンサーではなく、そもそもが毎日新聞の主筆まで務めた、現代を代表する『言論人』です。言論人とは、ついには、一個の個人の言葉の力のみに依って立つべきであり、その意味で、無回答という回答さえもTBSに代行させたのは、自ら、言論人の矜持を根底から放棄したに等しいと言えるのではないでしょうか。また、氏は、今日まで、政治家など他者に対して、極めて厳しい要求を突き付け続けてきた『実績』をお持ちです。自らが社会的な批判にさらされた時には、自分が過去、他者に要求してきた所に顧み、恥ずかしくない言動を取られるべきではなかったでしょうか。当会は、社からの回答はなくとも、個人としての資格による岸井氏の回答はあるだろうと期待していました。TBSに『無回答という回答』を代行させた氏に対して、強い失望を禁じ得ません。」とコメントを出した[37]。その後、同年12月24日の報道で岸井が『NEWS23』を2016年3月末をもってアンカーを降板することが明らかとなった[38]。しかし、2016年1月15日に岸井がTBS専属のスペシャルコメンテーターに就任することが明らかとなり、TBS内の番組の垣根を越えて複数の報道・情報番組に横断的に出演し、ニュース解説を行うことが決定した。『NEWS23』には4月以降もテーマに応じて出演することとなった[39][40]。
- 2016年2月29日に岸井を含むジャーナリストら6人が東京都内で会見を開いた際、上記意見広告に対する感想を記者に問われ、「低俗だし、品性どころか知性のかけらもない。恥ずかしくないのか」と反論した[41]。
- 慶応高校では相撲部に入り、全生徒の投票によって選ばれる生徒会長を2期務めた。[42]。

## 家族・親族
- 父・寿郎（実業家、政治家）

1891年（明治24年）5月28日生 - 1970年（昭和45年）10月1日没
- ほかに母、兄、弟、妻、子供あり。

## 出演番組

### テレビ
- Nスタ（TBSテレビ）※週2・3日程度出演[43]
- サンデーモーニング（TBSテレビ）- 2017年12月3日[44]
- 政策討論 われらの時代（BS-TBS）
- 筑紫哲也 NEWS23（TBSテレビ）※不定期に出演[43]
- NEWS23（TBSテレビ）‐ ※2013年4月 - 2016年3月 アンカー（月曜 - 木曜）。[43]
- 朝まで生テレビ!（テレビ朝日）※最近は2007年7月27日放送分に出演（参議院議員選挙特集）。
- ビッグモーニング（TBSテレビ）※出演曜日不明、ニュース編集長、レギュラーコメンテーター
- おはようクジラ（TBSテレビ）
- ウォッチ!（TBSテレビ）
- みのもんたの朝ズバッ!（TBSテレビ）[43]
- サンデープロジェクト（テレビ朝日）[43]
- イブニングワイド (TBSテレビ)
- 政策討論 われらの時代 （BS-TBS、2011年3月6日)　司会
- 石川啄木没後100年特別番組「啄木の警鐘」（2012年、岩手朝日テレビ）※NPO法人森びとプロジェクト委員会理事長として出演
- 乱!総選挙2012（TBSテレビ）‐ 2012年12月16日
- 激突!選挙スタジアム2016（TBSテレビ）‐ 2016年7月10日、解説[45]

### ラジオ
- 森本毅郎・スタンバイ!（TBSラジオ）2001年4月2日～2006年1月3日